# Gornje Konjuvce
Gornje Konjuvce (izvirno srbsko Горње Коњувце) je naselje v Srbiji, ki upravno spada pod Občino Bojnik; slednja pa je del Jablaniškega upravnega okraja.

## Demografija
V naselju živi 143 polnoletnih prebivalcev, pri čemer je njihova povprečna starost 51,3 let (47,3 pri moških in 55,0 pri ženskah). Naselje ima 79 gospodinjstev, pri čemer je povprečno število članov na gospodinjstvo 2,18.
To naselje je, glede na rezultate popisa iz leta 2002, večinoma srbsko, a v času zadnjih treh popisov je opazno zmanjšanje števila prebivalcev.
|  |

| Demografija | Demografija     | Demografija     |
| Leto        | Št. prebivalcev | Št. prebivalcev |
| ----------- | --------------- | --------------- |
|             |                 |                 |
|             |                 |                 |
|             |                 |                 |
|             |                 |                 |
| 1948        | 576             |                 |
| 1953        | 571             |                 |
| 1961        | 527             |                 |
| 1971        | 426             |                 |
| 1981        | 332             |                 |
| 1991        | 230             | 224             |
| 2002        | 183             | 172             |
|             |                 |                 |

| Etnična sestava po popisu iz leta 2002 | Etnična sestava po popisu iz leta 2002 | Etnična sestava po popisu iz leta 2002 | Etnična sestava po popisu iz leta 2002 | Etnična sestava po popisu iz leta 2002 |
| -------------------------------------- | -------------------------------------- | -------------------------------------- | -------------------------------------- | -------------------------------------- |
| Srbi                                   | Srbi                                   |                                        | 158                                    | 91,86%                                 |
| Romi                                   | Romi                                   |                                        | 14                                     | 8,13%                                  |
| Neznano                                | Neznano                                |                                        | 0                                      | 0,0%                                   |